# Giovanni Malatesta (XII secolo)

Stemma dei Malatesta.

Giovanni Malatesta (XII secolo – Rimini, ...) è stato un politico italiano.

## Biografia
Figlio di Malatesta, è stato il primo Malatesta di cui sia hanno notizie documentate e può essere considerato il progenitore della famiglia. Un documento infatti del 1150 cita il suo nome e forse ebbe come genitori un certo Malatesta e come fratello un meglio non identificato Ugone. Fu cittadino di Rimini e godette del diritto di cittadinanza (civis ariminensis). Fu proprietario di terreni tra i fiumi Marecchia e Rubicone.

## Discendenza
Il figlio Malatesta (?-ante 1195), sposò Berta Traversari di Ravenna.